# Sydney Motorsport Park

Bankarta från cirka 2008.

Sydney Motorsport Park, tidigare Eastern Creek Raceway är en permanent racerbana utanför Sydney, Australien. Den ligger i den lilla orten Eastern Creek.

## Historia
Eastern Creek öppnade 1990 och blev direkt Australiens representant vid Grand Prix för motorcyklar, där man körde under sju säsonger. Bland annat tog Loris Capirossi sin första seger i 500GP på en Yamaha 1996. Även ATCC och sedermera V8 Supercar höll ett årligt evenemang på banan. När A1 Grand Prix grundades 2005, blev Eastern Creek Australiens representant i tre års tid. Planer på att uppgradera banan kom ut 2008, och förlängningen av den 3,8 km långa banan hoppas arrangörerna ska ge internationella tävlingar till banan.

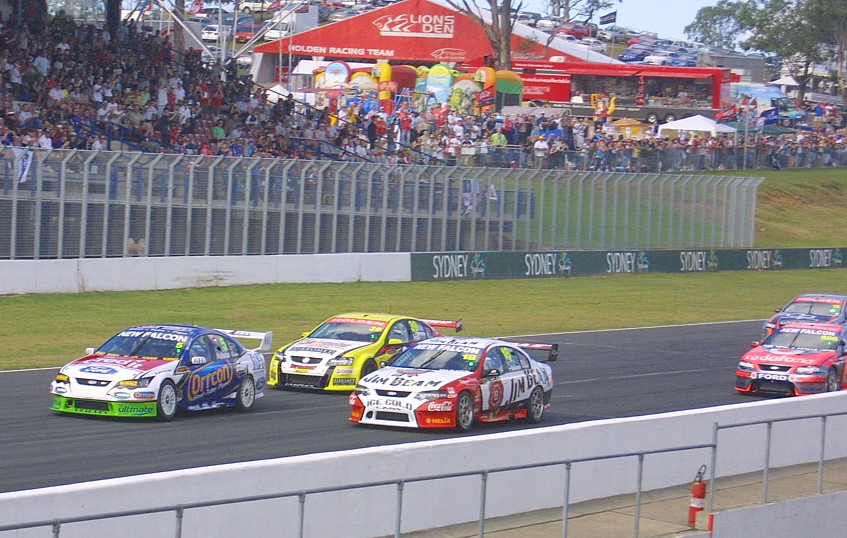
V8 Supercar på banan, 2008.